# شيريل ميرفي
شيريل ميرفي (بالإنجليزية: Cheryl Murphy) هي لاعبة كاراتيه أمريكية، ولدت في 17 أكتوبر 1978 في أولمبيا في الولايات المتحدة.

## وصلات خارجية
- شيريل ميرفي على موقع KarateRec.com (الإنجليزية)
- شيريل ميرفي على موقع الجمعية الدولية للألعاب العالمية (الإنجليزية)